# 賃貸事例比較法
賃貸事例比較法（ちんたいじれいひかくほう）とは、不動産鑑定評価等において不動産の賃料を求める手法の一つである。以下、基本的に不動産鑑定評価基準による。

## 概要
市場において現実に発生した賃貸借等を賃料判定の基礎とするもので、不動産鑑定評価基準では、次のとおりとされている。
「まず多数の新規の賃貸借等の事例を収集して適切な事例の選択を行い、これらに係る実際実質賃料に必要に応じて事情補正及び時点修正を行い、かつ、地域要因の比較及び個別的要因の比較を行って求められた価格を比較考量し、これによって対象不動産の試算賃料を求める」「近隣地域若しくは同一需給圏内の類似地域等において対象不動産と類似の不動産の賃貸借等が行われている場合又は同一需給圏内の代替競争不動産の賃貸借等が行われている場合に有効である」
なお、この手法により求められた価格は、比準賃料と呼ばれる。

### 事例の不動産に求められる条件
1. 原則として近隣地域又は同一需給圏内の類似地域に存する不動産に係るものであること。
2. かつ次の要件の全部を備えていること。
a. 取引事情が正常なものと認められるものであること又は正常なものに補正することができるものであること。b. 時点修正をすることが可能なものであること。c. 地域要因の比較及び個別的要因の比較が可能なものであること。[4]e.賃貸借等の契約内容が類似していること[5]。

### 継続賃料を求める場合について
本手法は、新規賃料のみならず継続賃料を求める場合にも適用が考えられる。継続賃料の場合は、賃料改定の事例により求めるが、特定の当事者間での間で成立する賃料であるため、比較可能性、さらには事例収集自体容易ではない。従って、継続賃料を求める場合は、賃貸事例比較法を採用できなかった鑑定評価事例が多いと思われる。不動産鑑定評価基準においては、新規賃料については1966年の不動産鑑定評価基準の原形制定時に定められていたが、継続賃料においては1990年の改定時に定められたものである。

### 事情補正、時点修正
基本的に取引事例比較法に準ずるものである。

### 地域要因および個別的要因の比較
基本的に取引事例比較法に準ずるものであるが、賃貸借と売買は、要因の格差等異なる部分がある。